# Provincia de Yerada
La provincia de Yerada es una de las provincias de Marruecos, parte de la región Oriental. Tiene una superficie de 8640 kilómetros cuadrados y 108 727 habitantes censados en 2014. 

## División administrativa
La provincia de Yerada consta de tres municipios y diez comunas:

### Municipios
- Ain Bni Mathar
- Yerada
- Touissit

### Comunas
- Beni Mathar
- Gafait
- Laaouinate
- Lebkhata
- Mrija
- Oulad Ghziyel
- Oulad Sidi Abdelhakem
- Ras Asfour
- Sidi Boubker
- Tiouli